# 蘆名盛高
蘆名盛高（1448年－1518年1月19日）是室町時代至日本戰國時代武將。蘆名氏第13代當主。別名小太郎。官位是從四位下、修理大夫、刑部丞。父親是第12代當主蘆名盛詮。母親是宇都宮持綱的女兒。

## 經歷
文正元年（1466年），因為父親死去而繼任家督。在文明11年（1479年）消滅土豪涉川義基並擴大勢力。明應3年（1494年），在伊達尚宗遭到家臣團反抗並脫到領內避難時提供幫助。在明應9年（1500年）把重臣松本輔政殺死，翌年把一門豬苗代盛賴殺死等，討殺家中的反抗者，盡力令蘆名氏可以戰國大名化。
但蘆名盛高漸漸與兒子蘆名盛滋不和。雙方在永正2年（1505年）交戰，戰敗的盛滋逃到伊達尚宗之下，不過盛高在之後原諒盛滋的罪行並允許其歸國。蘆名盛高於永正14年（1518年）12月8日死去。享年70歲，並由盛滋繼任家督。